# Dolores Castillo
Dolores Castillo Díaz (Montevideo, Uruguay,  7 de junio de 1920 - 24 de enero de 1991) fue una docente, periodista y militante sindical uruguaya.

## Biografía
Nació en Montevideo en 1920. En 1939 se casó con Francisco Rial, con quien tuvo tres hijos.
Estudió en la Universidad de Mujeres y fue docente de filosofía en la educación secundaria. En 1949, junto a un grupo de docentes, fundó el Instituto de Profesores Artigas (IPA) dirigido por Dr. Antonio Grompone con el objetivo de formar científicamente a los profesores que enseñaban en la secundaria. Más adelante, en el año 1956, fue docente en el Instituto Alfredo Vázquez Acevedo (IAVA), donde tuvo una participación significativa, ya que era la única mujer que enseñaba filosofía. Se comprometió activamente con el gremio de profesores. Además, fue miembro de Zonta, una organización internacional de mujeres destacadas de todas las profesiones, cuyo objetivo es mejorar las condiciones de la mujer en el ámbito laboral.
Fue una destacada y reconocida periodista que se desempeñó en una actividad que, en su época, era propia del sexo masculino. Fue columnista en el suplemento femenino del diario La Mañana y, entre 1958 y 1983, trabajó en el periódico El Diario. En 1981 fundó la Asociación de Mujeres Periodistas del Uruguay (AMPU).
Falleció en enero de 1991.